# Canal+ Groupe
Canal+ Groupe er et fransk film-, tv og telefonselskab med hovedkontor i Issy-les-Moulineaux udenfor Paris. Selskabet ejes af Vivendi og har et filmbibliotek med mere end 5.000 forskellige film.
Selskabets filmvirksomhed er samlet i datterselskabet StudioCanal, som ejes sammen med Universal Studios. Fjernsynsvirksomheden fordeler sig på varemærkerne Canal+, Cyfra+ og CanalSat. Canal+ koncentrerer sin virksomhed i Holland, Polen og Frankrig.

## Canal+ i Norden
Den nordiske del af virksomheden blev i oktober 2003 solgt til Canal Digital, som fortsætter med at anvende varemærket Canal+ på licens.
I 2012 ændredes navnet til C More.